# سنکل
سنکل (به انگلیسی: SANKOL)
رده درمانی: داروهای گیاهی
اشکال دارویی: قطره

## موارد مصرف
- دفع سنگ کلیه تا قطر ۷ میلی‌متر
- پیشگیری از تشکیل مجدد سنگ کلیه
- تسکین درد و اسپاسم‌های کلیوی
- تسهیل‌کننده دفع سنگ‌ریزه‌ها و بعد از استفاده از سنگ‌شکن

## مکانیسم اثر
مواد موثره آن املاح پتاسیم، اسیدهای چرب، فلانوییدها، روغن‌های فرار نظیر آنتول، فنکون، سینئول و کاروون هستند. این مواد به علت داشتن اثرات مدر و ضد اسپاسم باعث شل شدن عضلات صاف مجاری ادرار و تسهیل خروج سنگ می‌گردد.

## اجزاء فرآورده
قطره سنکل از عصاره گیاهان دارویی زیر تهیه شده است:
۱- دانه رازیانه 25% Foeniculum vulgare
۲-دانه زیره سبز 12/5% Cuminum cyminum
-۳برگ بو 12/5% Laurus nobilis
۴-دم گیلاس 12/5% Cerasus avium
۵-کاکل ذرت 12/5% Zea mays
۶-میوه خارخاسک 12/5% Tribulus terrestris
۷-تخم خربزه 12/5% Cucumis melo

## عوارض جانبی
در افراد حساس به کاکل ذرت احتمال بروز واکنش‌های آلرژیک مانند درماتیت تماسی و کهیر وجود دارد. همچنین مصرف این دارو در افراد مبتلا به فشار خون ممکن است باعث کاهش فشار خون (و یا تشدید تاثیر داروهای کاهش‌دهنده فشار خون) گردد.